# دو رساله درباره حکومت
دو رساله دربارهٔ حکومت (یا دو رساله دربارهٔ حکومت: در اولی، اصول و مبانی اشتباه سر رابرت فیلمر و پیروانش، یافت و ابطال می‌شود. دومی انشایی است دربارهٔ سرچشمه، وسعت، و فرجام حکومت مدنی) (به انگلیسی: Two Treatises of Government) اثری در باب فلسفهٔ سیاسی از جان لاک است که در سال ۱۶۸۹ بدون ذکر نام مؤلف به چاپ رسید. رسالهٔ اول عقاید پدرسالارانهٔ رابرت فیلمر را به روش خط بطلان کشیدن بر روی تک تک جملاتش به سختی به چالش می‌کشد و رسالهٔ دوم دورنمایی از نظریهٔ جامعهٔ سیاسی یا مدنی را بر اساس حقوق طبیعی و قراردهای اجتماعی به تصویر می‌کشاند.
این کتاب تحت عنوان رساله‌ای دربارهٔ حکومت توسط حمید عضدانلو در ۲۸۲ صفحه به فارسی ترجمه شده و توسط نشر نی منتشر شده‌است.